# Családi affér
Az Családi affér (eredeti cím: A Family Affair) 2024-ben bemutatott amerikai romantikus filmvígjáték, amelyet Richard LaGravenese rendezett és Carrie Solomon írt. A főbb szerepekben Nicole Kidman, Zac Efron, Joey King, Liza Koshy és Kathy Bates látható.
A film 2024. június 28-án jelent meg a Netflixen.

## Cselekmény
A 24 éves Zara belefáradt abba, hogy alulértékelik a munkáját, amit az önimádó hollywoodi sztár, Chris Cole személyi asszisztenseként végez.
Nem sokkal azután, hogy Zara felmondott, Chris megérkezik a házához, hogy felajánlja neki a producerasszisztensi állást, de csak akkor találja meg Brooke-ot, amikor Zara épp valamit intéz. Mivel úgy dönt, hogy megvárja őt, Brooke és ő egymásra találnak. Mire Zara visszatér, tudtán kívül besétál hozzájuk, amikor szexelnek.
Zara megígéri, hogy többé nem fordul elő, de Chris meghívja Brooke-ot vacsorázni, és mielőtt észrevennék, Zara főnöke titkos romantikus kapcsolatot folytat az özvegy édesanyjával.

## Szereplők
| Szerep         | Színész       | Magyar hang        |
| -------------- | ------------- | ------------------ |
| Brooke Harwood | Nicole Kidman | Pápai Erika        |
| Chris Cole     | Zac Efron     | Markovics Tamás    |
| Zara Ford      | Joey King     | Hermann Lilla      |
| Eugenie        | Liza Koshy    | Bogdányi Titanilla |
| Leila Ford     | Kathy Bates   | Zsurzs Kati        |
| Stella         | Sherry Cola   | Kokas Piroska      |

### Magyar változat
- Magyar szöveg: Bán Zsanett
- Hangmérnök: Halas Péter
- Vágó: Wünsch Attila
- Gyártásvezető: Vigvári Ágnes
- Szinkronrendező: Szalay Csongor
- Produkciós vezető: Horján Annamária

A szinkront a Direct Dub Studios készítette el.

## A film készítése
2022. június 14-én bejelentették, hogy Nicole Kidman, Zac Efron és Joey King lesz a film három főszereplője. 2022. augusztus 2-án Kathy Bates és Liza Koshy csatlakozott a szereplőgárdához.
A forgatás 2022 augusztusa és októbere között zajlott Atlantában.

## Bemutató
A Családi affér a tervek szerint 2023. november 17-én jelent volna meg a Netflixen. A bemutatót azonban elhalasztották, mivel a 2023-as amerikai SAG-AFTRA sztrájk hatással volt a film promóciójára. Ennek megjelenését később 2024. június 28-ra tették át.